# Strawberry Cream Soda Pop “Daydream”
『Strawberry Cream Soda Pop “Daydream”』（ストロベリー・クリーム・ソーダ・ポップ "デイドリーム"）は、the brilliant greenのボーカル・川瀬智子のソロユニット、「Tommy february⁶」のベスト・アルバム。
2009年2月25日、デフスターレコーズよりリリース。

## 概要
- ソロ活動8年目にして初のベスト・アルバム。
- もう一方のソロユニットである、「Tommy heavenly⁶」のベスト・アルバム『Gothic Melting Ice Cream's Darkness “Nightmare”』との2枚同時発売。
- 本作はBlu-spec CD+DVD、そしてオリジナルグッズが入った完全生産限定盤、CD+DVD仕様の初回限定盤、CDのみの通常盤の3形態での発売となった。
- 中でも、完全生産限定盤は人気で、予約の時点でほぼ完売状態になり、発売日に店頭に並ぶことはほとんどなかった。
- Blu-spec CDがDVDとセットになって発売されるのは本作と『Gothic Melting Ice Cream's Darkness “Nightmare”』の2枚が業界初である。
- ちなみに、川瀬が業界初の試みでリリースを行ったのは今回で2度目である（業界初のCD+DVD仕様の作品は「Tommy february⁶」の「EVERYDAY AT THE BUS STOP」であった）。
- CDの収録曲は全て今作のためにリミックスされ、リマスタリングされている。
- DVDの収録内容は完全生産限定盤・初回限定盤ともに同一である。

## 規格品番

### 初回限定盤
- CD：DFCL-1530
- DVD：DFCL-1531

### 通常盤
- DFCL-1532

## 本作の仕様

### 完全生産限定盤 「Daydream BOX」
Tommy february⁶が通っているという、School of Strawberry Cream Soda Pop “Daydream” Class（ストロベリー・クリーム ソーダ ポップ学園 ☆ デイドリーム組）指定の学用品をイメージしたデザインとなっている。Tommy本人が"スクール"をテーマにデザイン・監修した。
- Blu-spec CD+DVDの2枚組
- 豪華BOX仕様
- “デイドリーム”な6大特典!!!!!!
  - ドット＆ミラー“デイドリーム”デジパック
  - ダイアリー型 “デイドリーム” 歌詞ブックレット（28P）
  - “デイドリーム”バインダー
  - “デイドリーム”マルチステッカーシート
  - ”デイドリーム”クリアファイル（全シングルのビジュアル＋α　の計10種）
  - ノート型“デイドリーム”フォトブックレット（豪華36P）

### CD+DVD仕様初回限定盤
- CD+DVDの2枚組。
- 初回限定：ピカピカ★“デイドリーム”スリーヴ仕様 ＋豪華64P“デイドリーム”フォトブックレット封入

### CDのみ通常盤
- CD1枚組。

## 収録曲
特記以外全て、作詞：Tommy february6、作曲・編曲：MALIBU CONVERTIBLE = Shunsaku Okuda

### CD
1. T.O.M.M.Y（0:47）
1stアルバム「Tommy february6」収録曲。
2. EVERYDAY AT THE BUS STOP（3:46）
1stシングル曲、1stアルバム「Tommy february6」収録曲。
3. ♡KISS♡ ONE MORE TIME（4:08）
2ndシングル曲、1stアルバム「Tommy february6」収録曲。
4. Bloomin'!（3:35）
3rdシングル曲、1stアルバム「Tommy february6」収録曲。
5. je t'aime★je t'aime（4:55）
4thシングル曲、2ndアルバム「Tommy airline」収録曲。
6. Love is forever（4:46）
5thシングル曲、2ndアルバム「Tommy airline」収録曲。
7. MaGic in youR Eyes（5:34）
6thシングル曲、2ndアルバム「Tommy airline」収録曲。
8. L・O・V・E・L・Y 〜夢見るLOVELY BOY〜（3:47）
7thシングル曲。アルバム初収録。
9. ♥Lonely in Gorgeous♥（4:02）
8thシングル曲。アルバム初収録。
10. I still love you boy（5:17）
6thシングル「MaGic in youR Eyes」カップリング曲/2ndアルバム「Tommy airline」収録曲。
11. Can't take my eyes off of you（3:44）
（作詞：Bob Crewe 作曲：Bob Gaudio 編曲：MALIBU CONVERTIBLE）
1stアルバム「Tommy february6」収録曲。
フランキー・ヴァリのカヴァー曲（原題:「君の瞳に恋してる」）。
12. ふたりのシーサイド（5:00）
5thシングル「Love is forever」カップリング曲/2ndアルバム「Tommy airline」収録曲。
13. トミーフェブラッテ、マカロン。（4:47）
2ndシングル「♡KISS♡ ONE MORE TIME」カップリング曲/1stアルバム「Tommy february6」収録曲。
14. Is this feeling love?（4:41）
8thシングル「♥Lonely in Gorgeous♥」カップリング曲/アルバム初収録。
15. I'LL BE YOUR ANGEL（4:42）
1stアルバム「Tommy february6」収録曲。
16. ★CANDY POP IN LOVE★（4:17）
2ndシングル「♡KISS♡ ONE MORE TIME」カップリング曲/1stアルバム「Tommy february6」収録曲。
17. SwEEt dREAM（4:10）
2ndアルバム「Tommy airline」収録曲。
18. ◯Strawberry●Cream◯Soda●Pop◯（4:48）
未発表曲/初音源化。
CX系ドラマ「血液型別オンナが結婚する方法♪」主題歌。

### DVD
- DVDには現存するPVとMakingを収録。
- また、BONUS MOVIESとして未発表新曲「◯Strawberry●Cream◯Soda●Pop◯」のPVおよびこのDVDでしか聴けない別バージョン、そして「♥Lonely in Gorgeous♥」の振り付け映像を収録。

1. EVERYDAY AT THE BUS STOP
2. −Making Digest 01−（EVERYDAY AT THE BUS STOP）
3. ♡KISS♡ ONE MORE TIME
4. Bloomin'!
5. −Making Digest 02−（♡KISS♡ ONE MORE TIME・Bloomin'!）
6. je t'aime ★ je t'aime
7. Love is forever
8. MaGic in youR Eyes
9. −Making Digest 03−（MaGic in youR Eyes）
10. L・O・V・E・L・Y ～夢見るLOVELY BOY～
11. ♥Lonely in Gorgeous♥

#### BONUS MOVIES
1. ◯Strawberry●Cream◯Soda●Pop◯
2. ◯Strawberry●Cream◯Soda●Pop◯（“Pon Pon”Music ver.）
3. ♥Lonely in Gorgeous♥（Choreograph ver.A）
4. ♥Lonely in Gorgeous♥（Choreograph ver.B）